# Medgyessy Ferenc Német Nemzetiségi Nyelvoktató Általános Iskola
A Medgyessy Ferenc Német Nemzetiségi Nyelvoktató Általános Iskola egy több mint 40 éves oktatási intézmény Békásmegyeren.

## Története
Az 1970-es években Békásmegyeren alig volt még ház. Ezen a vidéken szántóföldek voltak, kukorica, napraforgó és lóhere. Nem messze a csősz háza, a Duna felé egy öreg pékség. A 70-es években pedig elindult a panelházak építése. Ekkor merült fel az igény egy általános iskolára. Kabar és Hímző utca között pedig a Medgyessy Ferenc utcában elkezdett épülni az iskola. 1976-ban nyitotta meg kapuit. A földszinten az óvoda, I. emeleten volt az iskola. A második emeletet akkor fejezték be a munkások. A következő években több mint ezer diák járt az iskolába.

## Vezetőség
- dr. Bertókné Daróczi Marianna (matematika, testnevelés)  intézményvezető,
- Végh Istvánné (tanító) intézményvezető-helyettes,
- Haluska Csaba (történelem, földrajz) intézményvezető-helyettes.